# برج چونگکینگ پلی
برج چونگکینگ پلی (انگلیسی: Chongqing Poly Tower) ساختمان اداری ۶۱ طبقه مستقر در شهر چونگ‌کینگ، چین است، که در سال ۲۰۱۳ احداث گردید.